# Vitello tonnato

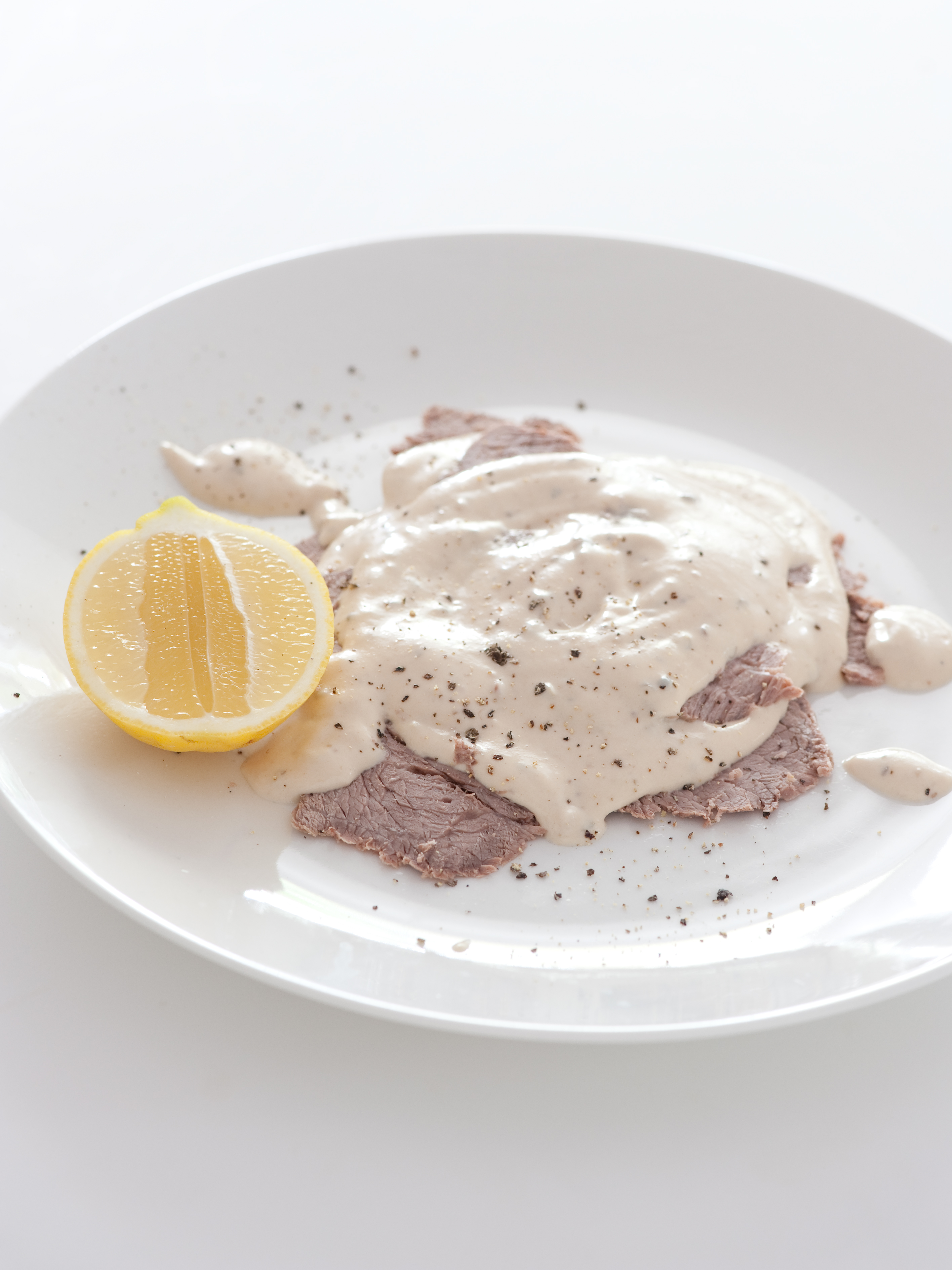
Vitello tonnato

Vitello tonnato je italské jídlo, podávané jako lehký studený předkrm (antipasto). Pochází z oblasti Lombardie a Piemontu, v místním nářečí se nazývá vitel tonnè. Připravuje se z masa místní rasy skotu Fassone, vitello znamená tele a tonna tuňák. Recept zmiňuje již Pellegrino Artusi ve své kuchařce z roku 1891.

## Příprava
Telecí maso (kýta nebo hřbet) se nechá přes noc marinovat v suchém bílém víně s bylinkami, pak se uvaří vcelku s kořenovou zeleninou na mírném plameni. Nechá se vychladnout a nakrájí se na velmi tenké plátky, které se naskládají na talíř a přelijí omáčkou, vyrobenou z vaječných žloutků rozmixovaných s olivovým olejem, citronovou šťávou, vývarem z telecího, kapary a masem tuňáka pošírovaným s vínem, cibulí a česnekem. Vše se nechá v chladu rozležet a podává jako osvěžující letní jídlo, které je možno dozdobit ančovičkami, feferonkami, citronem a různou zeleninou. Variantou receptu je použití pečeného masa místo vařeného, omáčka se v moderní kuchyni běžně nahrazuje kupovanou majonézou smíchanou s tuňákovou konzervou. Podobným jídlem je pollo tonnato, kde se místo telecího používá drůbeží maso.
S italskými vystěhovalci se tento pokrm dostal do Argentiny, kde je součástí vánoční hostiny. 